# Pedras de Fogo (ort)
Pedras de Fogo är en ort i Brasilien.   Den ligger i kommunen Pedras de Fogo och delstaten Paraíba, i den östra delen av landet, 1 700 km nordost om huvudstaden Brasília. Pedras de Fogo ligger 174 meter över havet och antalet invånare är 13 894.
Terrängen runt Pedras de Fogo är huvudsakligen platt. Pedras de Fogo ligger uppe på en höjd. Pedras de Fogo är det största samhället i trakten.
Omgivningarna runt Pedras de Fogo är en mosaik av jordbruksmark och naturlig växtlighet. Runt Pedras de Fogo är det ganska glesbefolkat, med 43 invånare per kvadratkilometer.